# It's OK to Listen to the Gray Voice
Albums de Jan Garbarek
Wayfarer
(1983) All those Born with Wings
(1986)
It's OK to Listen to the Gray Voice est un album du saxophoniste norvégien Jan Garbarek, paru en 1985 sur le label Edition of Contemporary Music. C'est un disque en quartet avec Jan Garbarek au saxophone ténor et soprano, David Torn à la guitare, Eberhard Weber à la contrebasse et Michael DiPasqua à la batterie. Le disque est enregistré en décembre 1984.

## Musiciens
- Jan Garbarek - saxophone ténor, saxophone soprano
- David Torn - guitare
- Eberhard Weber - contrebasse
- Michael DiPasqua - batterie

## Titres
| No | Titre                                            | Durée |
| -- | ------------------------------------------------ | ----- |
| 1. | White Noise of Forgetfulness                     | 8:22  |
| 2. | The Crossing Place                               | 9:10  |
| 3. | One Day in March I Go Down to the Sea and Listen | 5:32  |
| 4. | Mission: To Be Where I Am                        | 8:08  |
| 5. | It's OK to Phone the Island That Is a Mirage     | 5:49  |
| 6. | It's OK to Listen to the Gray Voice              | 4:41  |
| 7. | I'm the Knife-Thrower's Partner                  | 0:54  |